# Freddie Sears

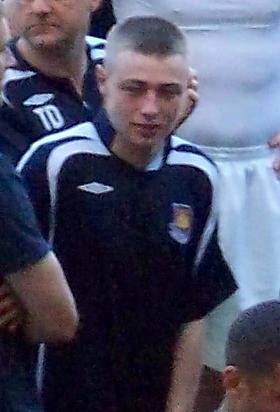
Fred Sears

Fred Sears, född 27 november 1989 i Hornchurch, England, är en engelsk fotbollsspelare som sedan januari 2015 spelar i Ipswich Town. Hans moderklubb är West Ham United.
Han debuterade i Premier League för West Ham den 15 mars 2008.
Den 11 februari 2010 gick han på lån till Coventry resten av säsongen.